# Monmouth, Illinois
Monmouth je mesto in sedež Okrožja Warren v ameriški zvezni državi Illinois. V mestu se nahaja Monmouth College.
V mestu se je rodil Wyatt Earp.
Po popisu prebivalstva iz leta 2000 v naselju živi 9.841 ljudi na 10,5 km².